# Martin Roman
Pour les articles homonymes, voir Roman.
Martin Roman, né à Berlin (royaume de Prusse) le 23 avril 1910 et mort à Emerson (New Jersey, aux États-Unis) le 12 mai 1996 , est un pianiste de jazz allemand.

## Biographie
Après l'incendie du Reichstag en février 1933, Martin Roman est empêché par les SS d'entrer au Vaterland (de) à Berlin, où son groupe, le Marek Weber Band, était engagé. Il émigre alors aux Pays-Bas.
En janvier 1944, le musicien est embarqué dans un transport pour le camp ghetto de Theresienstadt. En juin 1944, il s'y produit avec son groupe de jazz, les Ghetto Swingers, devant Maurice Rossel et une délégation du Comité international de la Croix-Rouge en visite dans le camp. Pendant l'été 1944, il est contraint de participer au film de propagande Theresienstadt pour lequel le commandant du camp, Karl Rahm, avait imposé la direction à Kurt Gerron. Martin Roman apparaît dirigeant les Ghetto Swingers. À la fin du tournage, Roman, Gerron et plusieurs musiciens sont déportés à Auschwitz, où Gerron et le clarinettiste, compositeur et musicien tchèque de jazz Fritz Weiss (de) du Jazz-Quintet-Weiss sont exécutés. Martin Roman et le batteur et guitariste de jazz Coco Schumann survivent à l'Holocauste.

## Postérité
En 2008, sa chanson Wir reiten auf hölzernen Pferden, écrite pour le cabaret Karussell de Kurt Gerron donné à Theresienstadt, figure sur l'album Terezín - Theresienstadt (en) de la mezzo-soprano suédoise Anne Sofie von Otter.